# Cainepriset
Cainepriset (engelska: Caine Prize for African Writing) är ett litterärt pris som sedan 2000 delas ut till en novell skriven på engelska av en afrikansk författare. Priset är på 10 000 pund, och är uppkallat efter Sir Michael Harris Caine, före detta vd för Booker Group, som var ordförande för Bookerprisets kommitté i nästan 25 år.

## Lista över vinnare
| År   | Författare                           | Verk                                       | Land         | Källa         |
| ---- | ------------------------------------ | ------------------------------------------ | ------------ | ------------- |
| 2000 | Leila Aboulela                       | The Museum                                 | Sudan        | [ 1 ] [ 2 ]   |
| 2001 | Helon Habila                         | Love Poems                                 | Nigeria      | [ 3 ] [ 4 ]   |
| 2002 | Binyavanga Wainaina                  | Discovering Home                           | Kenya        | [ 5 ] [ 6 ]   |
| 2003 | Yvonne Adhiambo Owuor                | Weight of Whispers                         | Kenya        | [ 7 ] [ 8 ]   |
| 2004 | Brian Chikwava                       | Seventh Street Alchemy                     | Zimbabwe     | [ 9 ] [ 10 ]  |
| 2005 | S. A. Afolabi                        | Monday Morning                             | Nigeria      | [ 11 ] [ 12 ] |
| 2006 | Mary Watson                          | Jungfrau                                   | Sydafrika    | [ 13 ] [ 14 ] |
| 2007 | Monica Arac de Nyeko                 | Jambula Tree                               | Uganda       | [ 15 ] [ 16 ] |
| 2008 | Henrietta Rose-Innes                 | Poison                                     | Sydafrika    | [ 17 ] [ 18 ] |
| 2009 | E. C. Osondu                         | Waiting                                    | Nigeria      | [ 19 ] [ 20 ] |
| 2010 | Olufemi Terry                        | Stickfighting Days                         | Sierra Leone | [ 21 ] [ 22 ] |
| 2011 | NoViolet Bulawayo                    | Hitting Budapest                           | Zimbabwe     | [ 23 ]        |
| 2012 | Rotimi Babatunde                     | Bombay’s Republic                          | Nigeria      | [ 24 ]        |
| 2013 | Tope Folarin                         | Miracle                                    | Nigeria      | [ 25 ]        |
| 2014 | Okwiri Oduor                         | My Father's Head                           | Kenya        | [ 26 ]        |
| 2015 | Namwali Serpell                      | The Sack                                   | Zambia       | [ 27 ]        |
| 2016 | Lidudumalingani Mqombothi            | Memories We Lost                           | Sydafrika    | [ 28 ] [ 29 ] |
| 2017 | Bushra Elfadil                       | The Story of the Girl Whose Bird Flew Away | Sudan        | [ 30 ]        |
| 2018 | Makena Onjerika                      | Fanta Blackcurrant                         | Kenya        | [ 31 ] [ 32 ] |
| 2019 | Lesley Nneka Arimah                  | Skinned                                    | Nigeria      | [ 33 ]        |
| 2020 | Irenosen Okojie                      | Grace Jones                                | Nigeria      | [ 34 ] [ 35 ] |
| 2021 | Meron Hadero                         | The Street Sweep                           | Etiopien     | [ 36 ]        |
| 2022 | Idza Luhumyo                         | Five Years Next Sunday                     | Kenya        | [ 37 ]        |
| 2023 | Mame Bougouma Diene och Woppa Diallo | A Soul of Small Places                     | Senegal      | [ 38 ] [ 39 ] |